# Кривец (озеро)
Криве́ц (Кривое; бел. Крывец) — озеро в деревне Шашкишки, Браславского района Белоруссии, расположено в 18 км от города Браслав. Относится к бассейну реки Друйка. Площадь озера составляет 0,23 км². Берега сливаются со склонами, в заливах низкие, местами заболоченные. Наибольшая глубина — 4,8 м.
В озере водятся такие рыбы, как: карась, плотва, щука, осетр.